# Enyalioides feiruzae
Enyalioides feiruzae — вид ігуаноподібних ящірок родини шипохвостих ігуан (Hoplocercidae). Ендемік Перу. Описаний у 2021 році.

## Опис
Найбільш подібними і філогенетично спорідненими видами є E. binzayedi та E. rudolfarndti. Однак, новий вид відрізняється від E. binzayedi тим, що спинні луски сильно кілюваті в білячеревній ділянці та слабко кілюваті або гладкі в інших місцях (виразний серединний кіль на кожній спинній лусці).

## Поширення і екологія
Enyalioides feiruzae відомі з типової місцевості, розташованої в провінції Пачітея в регіоні Уануко, в басейні річки Уайяґа. Вони живуть у вологих тропічних лісах.